# هدية الزمن في أخبار ملوك لحج وعدن
هدية الزمن في أخبار ملوك لحج وعدن هو مؤلَّف سياسي تأريخي، يوثق فيه أحمد فضل القمندان الأحداث والأوضاع السياسية في اليمن، وخصوصاً الإمارات والسلطنات في الجنوب اليمني - بالتحديد لحج وعدن -، إبان الاستعمار البريطاني، ويسرد الكتاب أيضاً تاريخ عائلة القمندان الحاكمة (عائلة العبدلي) منذ العصور القديمة وحتى وفاة السلطان «علي بن أحمد بن علي محسن»، وسقوط السلطنة العبدلية بيد العثمانيون ودخول القوات العثمانية الحوطة عاصمتها، وجلاء العبادل إلى عدن. ويعدُّ الكتاب من أهم المصادر والوثائق التاريخية التي يُستَند عليها في البحث عن تاريخ لحج وعدن في الفترات التي تناولها العمل.

## المحتوى
ويتناول الكتاب في فصوله الأولى تاريخ مدينتي لحج وعدن والقرى المحيطة بهما، والتاريخ الزراعي وادي تبن|لوادي تبن والحوطة. وصولاً إلى الفصل السادس، حيث يحاول الكاتب أن يعرض الأصول العرقية للقبائل الساكنة في لحج. وحتى الفصل الثاني عشر، يغطي الكتاب التاريخ اليمني بداية من الحضارات القديمة ومروراً بدخول الإسلام والوقوع تحت حكم الخلافة والدولة الصليحية واستقلال بنو رسول ونشوء الدولة الطاهرية والحكم العثماني وصولاً إلى الاحتلال البريطاني للجنوب اليمني. ومن ثم يتعمق في الحديث عن التاريخ السياسي والعسكري لمنطقتي لحج وعدن تحت حكم المحتل البريطاني، ويخصص ما تبقى من الكتاب من الفصل السادس عشر إلى التاسع عشر لتأثير الحرب العالمية الأولى على الأوضاع في اليمن، ويتحدث عن مهاجمة القوات العثمانية واحتلالها للحوطة ولجوء العائلة الحاكمة إلى البريطانيون في عدن وأخيراً انهزام العثمانيون في الحرب ورجوع العبادل إلى لحج.
تنوعت المصادر التي اعتمد عليها القمندان في تأليف هدية الزمن من مؤلفات إنجليزية لبعض المؤرخين والمستكشفين البريطانيين الذين تولّوا مناصب إدارية وعسكرية في عدن، وكذلك اعتمد على مراجع تؤرخ النظام الإمامي في شمال اليمن، إضافة إلى إطلاعه على وثائق أجداده. ولعلّ أهم المصادر الغربية التي رجع إليها القمندان أعمال المؤرخ الإنجليزي آر. إل. بلايفير، الذي عمل مساعداً للمندوب السامي في عدن وظلَّ فيها 18 عاماً تلقى الأخبار من كبار السن واطلع على الوثائق القديمة بحوزة حكام عدن، وخاصةً كتابه «تاريخ العربية السعيدة، أو اليمن» (A History Of Arabia Felix Or Yemen). وقرأ القمندان كتاب «ملوك العرب» (Kings of Arabia) للكولونيل هارولد جيكوب، وهو رجل سياسة بريطاني كان صديقاً للقمندان. واعتمد كذلك على المجلد التاسع من «مجموع المعاهدات، والارتباطات، والسندات، الخاصة بالهند، والبلدان المجاورة لها» الذي جمعها السكرتير الثاني لحكومة الهند السيد اتشسن. أما المصادر العربية فقد رجع إلى بعض مصادر تاريخ الإمامة في اليمن، وأيضاً رجع إلى الوثائق القديمة لأجداده التي كانت محفوظه لدى بعض العائلات في لحج.
يكتب القمندان في المقدمة أن الدافع وراء تأليفه للعمل أن هناك من يحاول أن يدسّ الأكاذيب في الوقائع التاريخية للمنطقة، فيحاول هو أن يرجع الأمور إلى نصابها ويصلح الأغلاط «الخفية والجلية». وتبرز انتقادات للقمندان بعدم الحيادية في سرده للوقائع، فهو حيناً يُكذِّب ما يمكن أن يعرِّض عائلته للإساءة، ويتجاهله في أحيان أخرى، لذا فهناك نوع من الحذر بين الباحثين من الأخذ بسرده للأحداث المتعلقة بعائلته. المخطوطة الأصلية للكتاب مكتوبة بخط يد منظم بالأحمر والأسود وحرص المؤلف على إضافة مخططات تبين تسلسل أفراد عائلته، وكان القمندان في الأساس لا يأمل في نشر الكتاب، فقد طلب طباعة نسخ معدودة لتوزيعها على أفراد عائلته فقط ولم يكن يفكر في تقديمه للنشر. يتألف الكتاب من فاتحة قصيرة تليها فصول الكتاب التسعة عشر ومن ثم ينتهي بالخاتمة.

## النشر
نشر هذا الكتاب للمرة الأولى في عام 1351 في التقويم الهجري أي ما يوافق 1931 أو 1932 في التقويم الميلادي، حيث صدر في القاهرة عن دار «المطبعة السلفية ومكتبتها». صدرت الطبعة الثانية من الكتاب بعد ما يقارب خمسون عاماً في 1980 هذه المرة صدرت في بيروت عن دار العودة.
ومن ثم صدرت الطبعة الثالثة في عام 1997 في القاهرة نشرت بواسطة مكتبة الثقافة الدينية.
 ومن ثم في عام 2004 نشرت الطبعة الرابعة من «هدية الزمن» في صنعاء صادرة عن مكتبة الجيل الجديد، قام بتحقق النص وضبطه والتعليق عليه «أبو حسان خالد أبا زيد الأذرعي»، واحتوت هذه الطبعة على 362 من الصفحات.

## الفهرس
| فاتحة الكتاب                                                                         | 3       | |
| الفصول (4-289)                                                                       |         | |
| الفصل الأول                                                                          | 10-4    | لحج مخلاف ومدينة، مدينة القريضيين، قرى لحج الدارسة، أصل ميبه: بنا أبه، المراكب في ساحل لحج، سليمان الرومي، المشاريج من ضواحي لحج، حصن منيف، الزجاج في السيلة، حدود مخلاف لحج رأس الوادي القديم. |
| الفصل الثاني                                                                         | 16-10   | الرعاع والحوطة، دار حمادي ودار عبد الله، سكان الحوطة، السادة آل مساري، صبحية رجب، المنصوري والدارس، حارات الحوطة، قرى لحج، الشيخ سفيان الزيادي، مجدد بير أحمد، مفتي لحج، قاضي لحج، الشاؤش . |
| الفصل الثالث                                                                         | 24-16   | عدن في ساحل لحج، لحج منتهى اليمن، أقدم أسواق العرب، قابيل في عدن، أبونا آدم وجنته في عدن، بئر معطلة وقصر مشيد، عدن والقسطنطينية، مخزن الرومان، الأحساء في الحسوة، إرم ذات العماد، العجب والذهب في اليمن، عدن جزيرة، قنطرة المكسر، لماذا سميت عدن، أعظم مراسي اليمن، النار في عدن، قصور عدن القديمة، ابن بطوطة في عدن، عدن اليوم، الصهاريج .                                                                                                |
| الفصل الرابع                                                                         | 29-24   | أدباء عدن: العندي والتكريتي، القصيدة التي لا تدرس. |
| الفصل الخامس                                                                         | 37-29   | مأتى وادي لحج: الرغادة، الأحواض، ورزان، الجنات، حرز، حقب، ذابه، الذوية، علصان، رأس وادي لحج، الرعارع على عدوتي الوادي، سيلة بله، سد عرانس، رأس وادي لحج الجديد، الواديين وأعبارها، الزراعة في لحج. |
| الفصل السادس                                                                         | 46-37   | لحج من مخاليف حمير، أنساب قبائل لحج، قرى آل سلام، آل محسن من آل سلام، معاصرة أحمد صلاح لحسين بن عبد القادر، قبائل لحج خليط من قحطان، الانتماء إلى العبدلة أمراء الضالع من حالمين، علائق آل سلام بأمراء يافع. |
| الفصل السابع                                                                         | 52-46   | أذواء اليمن ودوله الكبرى، عاد وحمير، سقم تاريخ اليمن قبل الإسلام، ذو نواس وأصحاب الأخدود، سقوط دولة حمير، مجيء الحبشة، سيف وكسرى، الإسلام في اليمن، إهمال الخلفاء أمر اليمن، قلاقل اليمن وفتنه. |
| الفصل الثامن                                                                         | 65-52   | عمال بين العباس، حكم آل زياد، استقلال ابن أبي العلاء، علي بن الفضل القرمطي، دخول الإمام الناصر عدن، استرجاع الحسين بن سلامة للحج وعدن، دولة الصبيحيين في لحج وعدن، آل زريع ومعارك الرعارع. |
| الفصل التاسع                                                                         | 76-65   | توران شاه في عدن. كتابه لصلاح الدين. ولاية عثمان الزنجبيلي. الأديب العندي، استفحال أمر الزنجبيلي. نيابة عمر بن علي رسول. |
| الفصل العاشر                                                                         | 89-76   | بنو رسول مستقلون حملة من عدن على ظفار. حملة من ظفار على عدن. استقلال المؤيد بلحج، معركة الدعيس. المؤيد في عدن. طغرطل والجحافل والعجالم. عمر بن بلبال والي لحج وفتنته. حصن منيف. يحيى والعقارب في باب عدن. وفاة الملك المجاهد في عدن. |
| الفصل الحادي عشر                                                                     | 99-89   | دولة بني طاهر. دخول علي بن طاهر عدن. حملة من لحج إلى الشحر. إخراج يافع من عدن، خلاف عبد الباقي على السلطان. وصول البورتغال في الأحمر الأحمر. حصار البوكرك لعدن. هزيمة الجراسكة. استقلال عامر بن داؤد بعدن. حصار الإمام المطهر لعدن. استيلاء الوزير سليمان على عدن. |
| الفصل الثاني عشر                                                                     | 124-99  | دولة الأتراك في لحج وعدن. تغلب علي بن سليمان على عدن. طمع البورتغال في عدن. ثورة العدنيين على الأتراك. استرداد بيري رئيس لعدن. الرعارع عاصمة لحج. أول سفينة بريطانية في عدن. أسر الأميرالاي هنري في عدن. دولة يافع في لحج وعدن. دولة الزيدية في لحج وعدن. غنائم أحمد بن الحسن من لحج. الشافعية كفار التأويل. حرب الشافعية والزيدية دولة آل هرهرة. اختلال أمر الدولة الإمامية. البعثة الفرنسية في عدن. عمال الإمام ومشايخ لحج. استقلال لحج. |
| الفصل الثالث عشر                                                                     | 147-124 | شيخ لحج. اقتسام خراج عدن. الرأس المقطوع. راكب الوحش. استقلال بير أحمد. مطامع نابليون، زيارة المستر سولت لسلطان لحج. أسطول الوهابية في عدن. معاهدة السلطان أحمد والسر هوم بوفهام، الأعجم ينزرجم. الانكليز في البحر الأحمر. تركي بلماز. غرق دريا دولت، استيلاء الانكليز على عدن. |
| الفصل الرابع عشر                                                                     | 168-147 | انقراض آل عبد الكريم. معاهدة الانكليز. ابن سلطان مكة. خلع عبيد بن يحيى. السلطان فضل محسن. فتنة عبد الله محسن. الأتراك في الحج. معاهدة زايده. رجوع عبد الله محسن إلى لحج. |
| الفصل الخامس عشر                                                                     | 206-168 | أصل العبادل. مشترى الشيخ عثمان. معاهدة الشيخ عثمان. معاهدة الحواشب. آل علوي بن علي. القومسيون. عصيان الوهط. خدمة القضية العربية. أبو النوب واليعسوب. السلطان علي بن أحمد. |
| الفصل السادس عشر                                                                     | 221-206 | الحرب العظمى. حركة غير اعتيادية في اليمن. سياسة الإمام. كتاب والي اليمن للسلطان. أسباب مهاجمة لحج. الإمام والميثاق. الإنذار من الضالع. الخطة الاستيلاء على لحج فقط. مواربة الحوشبي والفضلي. هزيمة الدكيم. سقوط الحوطة. قوة سعيد باشا. خسارة البلاد اللحجية. إخلاء الشيخ عثمان. |
| الفصل السابع عشر                                                                     | 241-221 | السلطان عبد الكريم، المهاجرون في عدن، الأتراك في لحج، خراب بير أحمد، ولاء العبادل لسلطانهم، جيكب والأمير نصر، السكة الحديد إلى الحج، السلطان عبد الكريم في عدن، سفر السلطان إلى مصر. |
| الفصل الثامن عشر                                                                     | 261-141 | حديث الهدنة، الإمام يدخل في الموضوع، الشافعية يتمسكون بالدولة العثمانية، علي سعيد يصر على التسليم. |
| الفصل التاسع عشر                                                                     | 289-261 | الرجوع إلى لحج، العثور على الوثائق، محسن فضل، حملة إلى الرجاع، جيكب في القحرة، آدم يزور لحج، السيد علوي في صنعاء، فتنة في أطراف الحدود، سفر السلطان إلى الهند، علي سلام والسلطان محسن، سفر السلطان إلى أوروبا. |
| الملحقات (290-320) تتضمن: رسوم تخطيطية، وجداول زمنية، والخاتمة، والفهرس، والتصحيحات. |         | |